# Iwona Pavlović
Iwona Szymańska Pavlović (ur. 2 listopada 1962 w Olsztynie) – polska tancerka, międzynarodowa sędzia taneczna, konferansjerka i osobowość telewizyjna. Wielokrotna mistrzyni Polski w tańcu towarzyskim.
Największą popularność zyskała dzięki występom w charakterze jurora w telewizyjnym programie rozrywkowym Taniec z gwiazdami.

## Życiorys

### Rodzina i edukacja
Jest córką Władysława i Zenobii Szymańskich. Jej ojciec był tancerzem ludowym, bokserem i milicjantem, a matka zajmowała się domem. Ma dwóch starszych braci, Waldemara i Mirosława.
W okresie nauki do Szkoły Podstawowej nr 14 w Olsztynie przez trzy lata trenowała piłkę ręczną i taniec ludowy. Ukończyła olsztyńskie Liceum Ekonomiczne i studia w Wyższej Szkole Pedagogicznej na kierunku bibliotekoznawstwo i informacja naukowa.

### Kariera zawodowa
Kiedy miała 15 lat, rozpoczęła treningi tańca towarzyskiego w zespole tańca „Miraż” w Olsztynie. Jej partnerami tanecznymi byli: Marek Kołakowski, Janusz Pietryszyn, Jarosław Kuźmowicz i Andrzej Czubiński. W okresie studiów rozpoczęła treningi z Arkadiuszem Pavloviciem, z którym w 1987–1991 mieszkała w Londynie, gdzie doskonaliła technikę tańca. By utrzymać się na emigracji, pracowała jako barmanka, sprzątaczka, pokojówka, ogrodniczka i krawcowa. W latach 1988–1991 w parze z Pavloviciem zdobywała mistrzostwo Polski w 10 tańcach w kat. amatorów, a w 1988 i 1990 – mistrzostwo Polski w tańcach latynoamerykańskich. Z końcem 1994 zakończyła karierę turniejową.

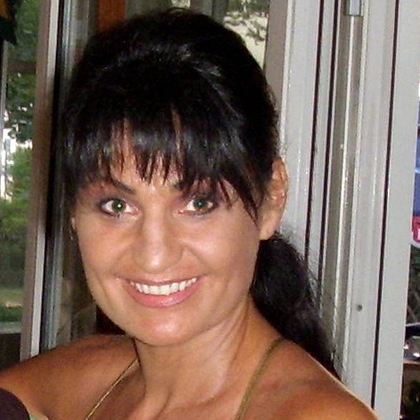
Pavlović (2007)

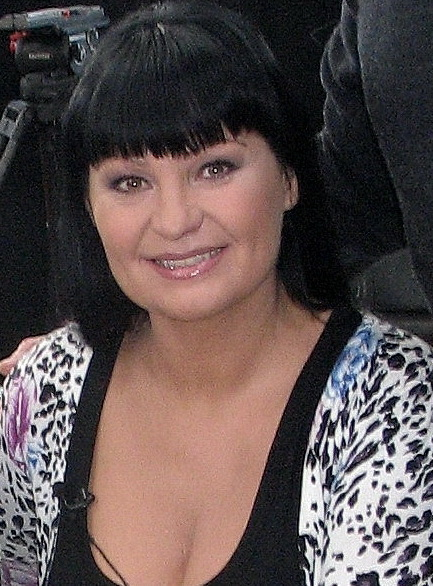
Pavlović (2010)

We wrześniu 2001 razem z Pavloviciem otworzyła „Szkołę Mistrzów Tańca Pavlović” w Olsztynie, a następnie – z Pavloviciem oraz Robertem i Danutą Wotami – założyła klub taneczny „Estela”. Jej uczniami byli m.in. Przemysław Łowicki, Agustin Egurrola, Joanna Szokalska, Rafał Maserak, Tomasz Barański i Aleksandra Jordan. Po zakończeniu kariery tanecznej została także sędzią tańca towarzyskiego; uzyskała uprawnienia sędziowskie dwóch tanecznych organizacji międzynarodowych: IDSF i WD&DSC, dzięki czemu sędziuje międzynarodowe turnieje taneczne najwyższej rangi, w tym mistrzostwa Europy i świata. Poza tym prowadzi ogólnopolskie turnieje tańca. W 2016 otrzymała Złotą Odznakę Polskiego Towarzystwa Tanecznego.
W 2003 pojawiła się w charakterze trenerki tańca w jednym z odcinków reality show Druga twarz w TVN. Powszechną rozpoznawalność zyskała dzięki występom w charakterze jurorki w programie rozrywkowym TVN Taniec z gwiazdami (2005–2011), a z powodu swoich często krytycznych i kąśliwych opinii, a także zamiłowania do czarnego koloru, został jej nadany pseudonim „Czarna Mamba”. W 2007 współpracowała przy tworzeniu 10-tomowej serii książek z płytami DVD/CD Akademia »Tańca z gwiazdami«, w której uczyła kroków poszczególnych tańców towarzyskich, jednak ze względu na małe zainteresowanie serią sprzedaż zakończono na czwartej części. W 2008 była nominowana do tytułu najpiękniejszej Polki w plebiscycie Viva! Najpiękniejsi organizowanego przez wydawnictwo Edipresse Polska. W 2009 wystąpiła w telewizyjnych spotach reklamowych producenta mrożonek „Bolero” oraz poprowadziła taneczny cykl Rytmy Mamby w ramach programu Rytm miasta w TVN Warszawa. W 2010 sygnowała swoim wizerunkiem linię perfum o nazwie Czarna Mamba w trzech wariantach zapachowych. Współprowadziła z Piotrem Gąsowskim program Zakręceni (2013) w TTV. W grudniu 2013 w Warmińsko-Mazurskiej Filharmonii im. Feliksa Nowowiejskiego w Olsztynie premierę miał spektakl muzyczno-taneczny Dziadek do orzechów w reżyserii Pavlović. Od 2014 jest jurorką programu rozrywkowego Dancing with the Stars. Taniec z gwiazdami w telewizji Polsat. W 2022 w parze z aktorką Ewą Kasprzyk uczestniczyła w programie Wielka ucieczka w TV4.
W 2010 wystartowała z Komitetu Wyborczego Wyborców „Odważnie i z perspektywą” w wyborach do rady gminy Dywity, jednak nie uzyskała mandatu, zdobywając 25% ważnych głosów.

## Życie prywatne
Była żoną tancerza Arkadiusza Pavlovicia, z którym rozwiodła się w 2008, po 19 latach małżeństwa. 25 września 2009 w Olsztynie poślubiła przedsiębiorcę Wojciecha Oświęcimskiego i jest macochą dla trzech jego synów: Kuby, Łukasza i Krystiana. Mieszka w Różnowie pod Olsztynem.